# 拉艾欧布雷
拉艾欧布雷（法語：La Haye-Aubrée，法語發音：[la ɛ obʁe]）是法国厄尔省的一个市镇，属于贝尔奈区。

## 地理
拉艾欧布雷（49°23'17"N, 0°41'35"E）面积7.5 平方千米，位于法国诺曼底大区厄尔省，该省份为法国北部内陆省份，北起滨海塞纳省，西接奧恩省和卡爾瓦多斯省，南至厄尔-卢瓦省，东临瓦兹省、瓦兹河谷省和伊夫林省。
与拉艾欧布雷接壤的市镇（或旧市镇、城区）包括：埃特雷维尔、埃蒂尔克赖、拉艾德鲁托、鲁托、瓦特维尔拉吕。

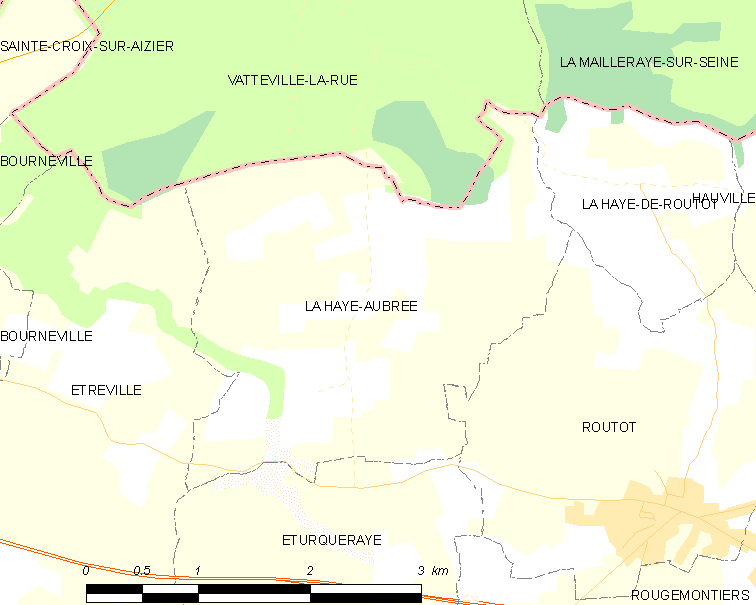
拉艾欧布雷的OSM定位图

拉艾欧布雷的时区为UTC+01:00、UTC+02:00（夏令时）。

## 行政
拉艾欧布雷的邮政编码为27350，INSEE市镇编码为27317。

## 政治
拉艾欧布雷所属的省级选区为阿沙尔堡县。

## 人口

1962-2008年间拉艾欧布雷人口变化图示

拉艾欧布雷于2022年1月1日时的人口数量为419人。